# Закс, Эмиль
Эмиль Закс (нем. Emil Sax; 8 февраля 1845, Яуэрних — 25 марта 1927, Волоско, ныне в составе Опатии) — австрийский экономист.

## Биография
Эмиль Закс родился 8 февраля 1845 года в Яуэрнихе. Успешно окончил Венский университет. 
В 1867 году был секретарём австрийской государственной комиссии по участию в парижской Всемирной выставке. Затем работал в венской Торговой палате, в 1873—1879 гг. секретарь управления австрийской Северной железной дороги (линия Вена-Краков и прилегающие ветки). В 1879—1893 годах преподавал в Карловом университете.
Автор труда «Пути сообщения в народном и государственном хозяйстве» (нем. Die Verkehrsmittel in Volks— und Staatswirtshaft; 1878—1879) — наиболее полного в германоязычной литературе того времени сочинения по экономике путей сообщения, за которым последовали работы более общего порядка: «Сущность и задачи национальной экономики» (нем. Das Wesen und die Aufgaben der Nationaloekonomie; 1884) и «Основы теории государственной экономики» (нем. Grundlegung der theoretischen Staatswirtschaft; 1887). 
В последнем сочинении Закс сделал попытку обоснования финансовой науки на принципах австрийской экономической школы Менгера. Экономика государственного хозяйства, по его мнению, должна была изучаться теми же методами, что и экономика хозяйства, основанного на частной собственности.
Эмиль Закс умер 25 марта 1927 года в Волоско.